# Одеські астрономічні публікації
Одеські астрономічні публікації (англ. Odessa Astronomical Publications) — науковий журнал Одеської обсерваторії, який публікує наукові статті з астрономії, астрофізики, космічних досліджень, а також матеріали конференцій, які проводяться Одеською обсерваторією. Журнал був створений 1946 року і спочатку носив назву «Известия Одесской астрономической обсерватории».